# Взгляд на две тысячи ярдов

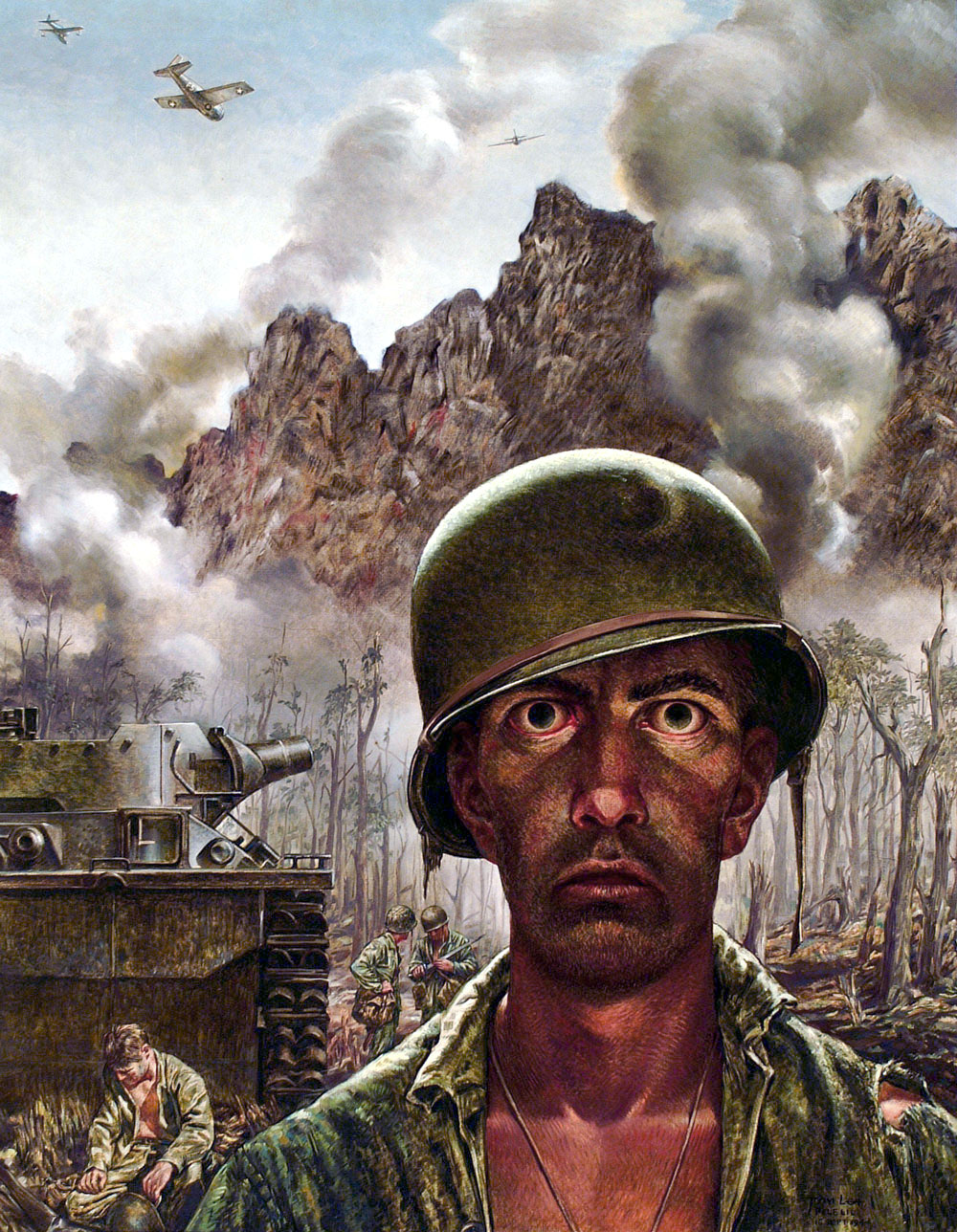
Картина «Взгляд на две тысячи ярдов». Художник Томас Ли

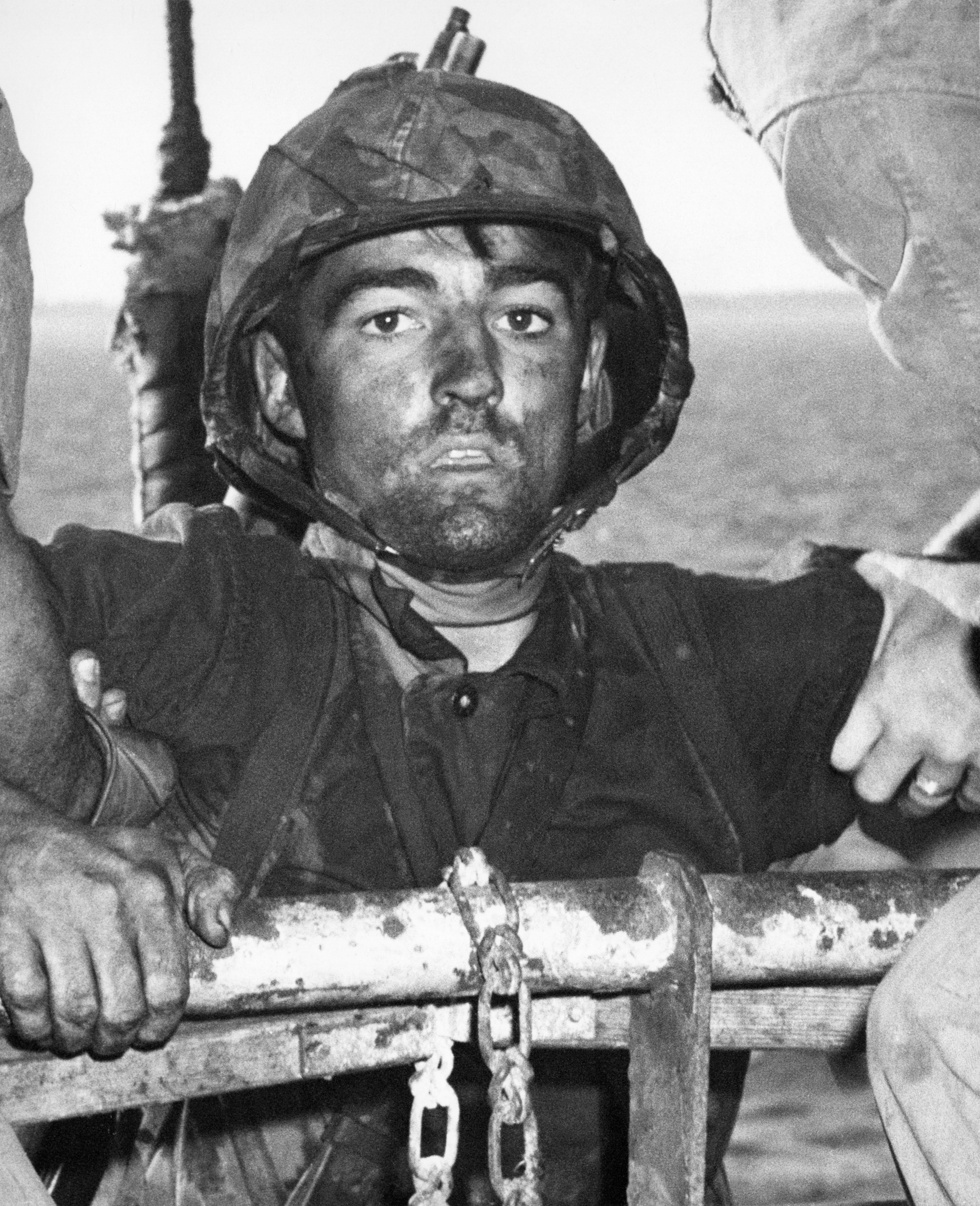
Отрешённый взгляд бойца морской пехоты после битвы за атолл Эниветок

«Взгляд на две тысячи ярдов», или взгляд в пространство, отрешённый взгляд — несфокусированный взгляд, часто наблюдаемый у солдат, перенёсших боевую психическую травму, может наблюдаться и в других случаях психологической травмы. Признак посттравматического стрессового расстройства. Отрешённый взгляд указывает на отстранение от травмирующей ситуации.

## Название
В ВС США отрешённый взгляд солдата, пережившего боевую психическую травму (БПТ), называется разговорным выражением «взгляд на две тысячи ярдов» (англ. two-thousand-yard stare). Выражение появилось после публикации в журнале «Life» репродукции с картины известного американского художника, военного корреспондента и историка Томаса Ли (на илл.).
Сам художник рассказывал:

«Я видел людей с таким выражением лица. Оно было у меня самого. Ощущается скованность, и мышцы не слушаются, когда вы пытаетесь улыбнуться или проявить эмоцию, или заговорить».
Оригинальный текст (англ.)I've seen men with that look on their faces. I've had it on my own face. It feels stiff, and the muscles don't want to work right when you try to smile, or show expression, or talk.
Прибывший на вьетнамскую войну в 1965 году тогдашний капрал Джо Хоул (англ. Joe Houle) рассказывал, что не видел никаких эмоций в глазах бойцов своей новой команды, как будто жизнь была высосана из них. Когда он узнал, что «взглядом на тысячу ярдов» называется такое отрешённое выражение лица, Джо сказал:

«После первой потери товарища я почувствовал, что лучше быть отрешённым».
Оригинальный текст (англ.)After I lost my first friend, I felt it was best to be detached.
Фоторепортёр Фрэнк Джонстон (англ. Frank Johnston) во время этой войны пережил 15 мая 1967 года шквальный огонь, а когда после падения поднял вверх глаза, увидел солдата со «взглядом на тысячу ярдов». Фотограф смог достать свою «лейку» и сделать снимок, который на следующий день был растиражирован на первых страницах американских газет.